# Confederação dos Esportes e Comitê Olímpico e Paralímpico Norueguês
A Confederação dos Esportes e Comitê Olímpico e Paralímpico Norueguês (em norueguês:  Norges idrettsforbund og olympiske og paralympiske komité) é a organização principal para o esporte na Noruega. É a maior organização de voluntariado na Noruega, com mais de dois milhões de membros e doze mil clubes desportivos em dezenove confederações regionais e cinquenta e quatro federações nacionais. O seu atual presidente é Børre Rognlien.
A organização foi fundada em 1861 como Centralforeningen for Udbredelse af Legemsøvelser og Vaabenbrug, e mais tarde mudou de nome várias vezes. O nome atual data do ano de 2007.

## Ex-presidentes
Os presidentes antes de 1940:

### Centralforeningen 1861–1910
- 1861-1864 Otto Richard Kierulf
- 1864-1867 Nils Christian Irgens
- 1867-1869 Otto Richard Kierulf
- 1869-1878 Lars Broch
- 1878-1881 Lars Christian Dahll
- 1881-1885 Edvard Eriksen
- 1885-1887 Olaf Petersen
- 1887-1892 Andreas Løwlie
- 1892-1902 Carl Sylow
- 1902-1904 Thorvald Prydz
- 1904-1906 Frithjof Jacobsen
- 1906-1916 Oscar Strugstad
- 1916-1919 Hans Daae

### Norges Riksforbund for Idræt 1910–1919
- 1910-1914 Johan Martens
- 1914-1918 Johan Sverre
- 1918-1919 Leif S. Rode

### Norges Landsforbund for Idræt 1919–1940
- 1919-1925 Hjalmar Krag
- 1925-1930 Leif S. Rode
- 1930-1932 Jørgen Martinius Jensen
- 1932-1936 Daniel Eie
- 1936-1940 Carl Christiansen

### Arbeidernes Idrettsforbund1924–1940
- 1924-1926 Harald Liljedahl
- 1926-1927 Oscar Hansen
- 1927-1928 Thor Jørgensen
- 1928-1931 Thorvald Olsen
- 1931-1935 Trygve Lie
- 1935-1939 Arthur Ruud
- 1939-1940 Rolf Hofmo

### Rød Sport1931–1934
- 1931-0000 Oscar Hansen

### Durante a ocupação alemã da Noruega
NLF e AIF foram fundidas em setembro de 1940, mas a nova organização foi logo usurpada pelas autoridades nazistas durante a ocupação da Noruega pela Alemanha nazista.
- 1940-1940 Olaf Helset (deposto)
- 1940-1942 Egil Reichborn-Kjennerud
- 1942-1944 Charles Hoff

### NIF 1946–1996
- 1946-1948 Olaf Helset
- 1948-1951 Arthur Ruud
- 1961-1965 Axel Proet Høst
- 1965-1967 Johan Chr. Schønheyder
- 1967-1963 Torfinn Bentzen
- 1973-1984 Ole Jacob Bangstad
- 1984-1990 Hans B. Skaset
- 1990-1994 William Engseth
- 1994-1996 Arne Myhrvold

### Norges Olympiske Komite 1965–1996
- 1965-1969 Jørgen Jahre
- 1969-1985 Arne B. Mollén
- 1985-1989 Jan Gulbrandsen
- 1989-1996 Arne Myhrvold

### Norges Idrettsforbund og Olympiske Komite 1996–2007
- 1996-1999 Arne Myhrvold
- 1999-2004 Kjell Olav Kran
- 2004-2004 Grethe Fossli (em exercício)
- 2004-2007 Karl-Arne Johannessen
- 2007-2007 Odd-Roar Thorsen (em exercício)
- 2007-2007 Tove Paule

### Norges Idrettsforbund og Olympiske og Paralympiske Komite 2007–
- 2007-2011 Tove Paule
- 2011- Børre Rognlien